# Hjalmar Gullberg-sällskapet

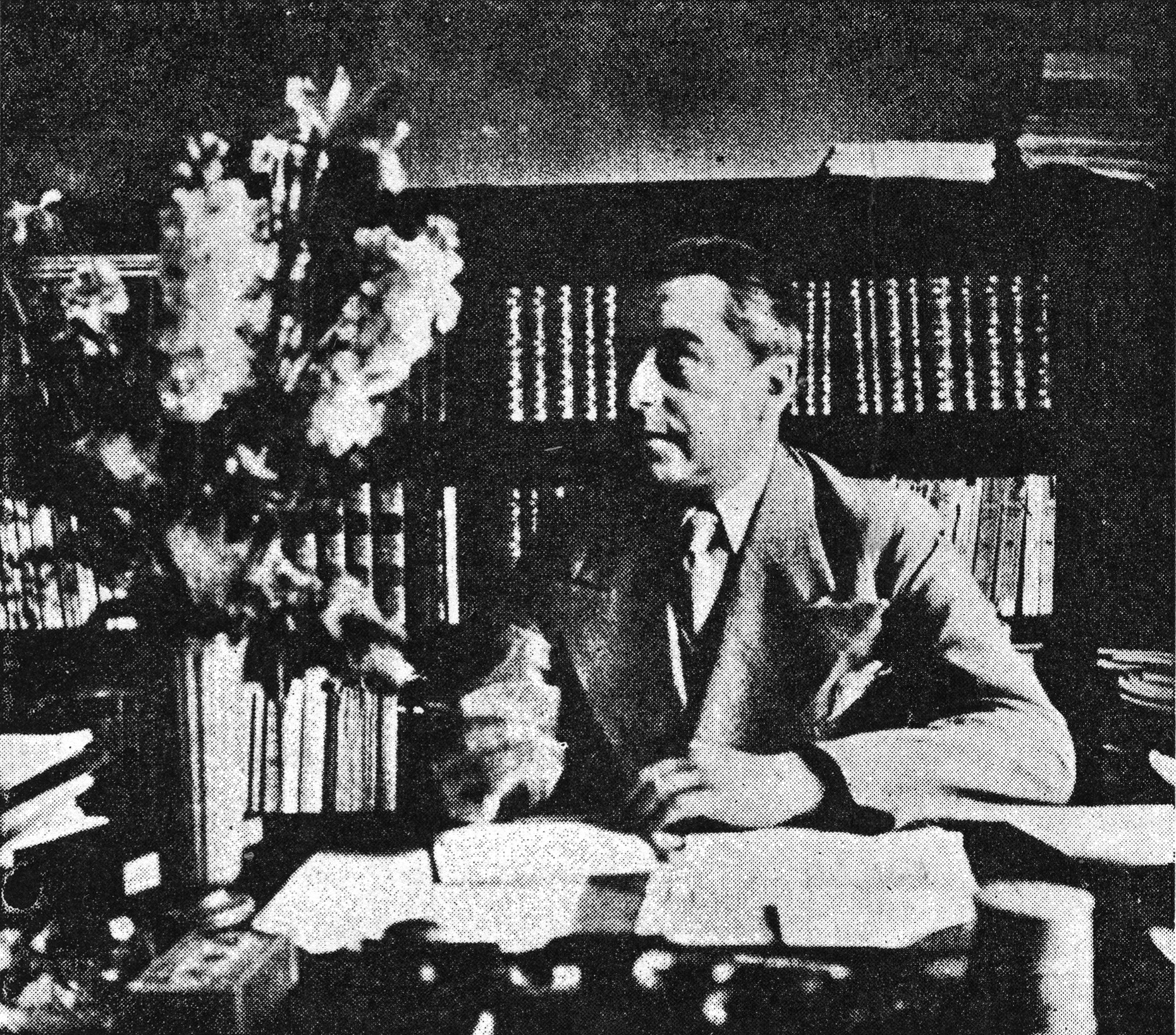
Hjalmar Gullberg vid sitt skrivbord i början av 1940-talet.

Hjalmar Gullberg-sällskapet bildades till diktarens 100-årsdag den 30 maj 1998. Men Sällskapet bildades inte i Hjalmar Gullbergs födelsestad Malmö – vilket man hade kunnat tro – utan istället på Gotland. Förklaringen bakom detta förvånande faktum heter Lisbeth Nilsson, en av den svenska litteraturens många kvinnliga entusiaster. Ingivelsen att bilda ett Hjalmar Gullberg-sällskap fick Lisbeth Nilsson när hon på radio hörde kompositören Lars-Erik Larssons och diktaren Hjalmar Gullbergs gemensamma körverk ”Förklädd Gud” annonseras utan att diktarens namn nämndes. Lisbeth Nilsson tog då till orda och samlade sina vänner – som var många – till ett lyriskt minnesprogram den 29 maj och den 31 juli bildades Hjalmar Gullberg-sällskapet i Visby, en stad som diktaren aldrig besökte.
Senare samma sommar tog Lisbeth Nilsson kontakt med Malmö stadsbibliotek. Hon önskade inte bara att Sällskapet skulle få en avdelning i Malmö utan också att diktarens födelsestad skulle bli Hjalmar Gullberg-sällskapets huvudort och säte. För att mäta intresset arrangerades ett möte på Malmö stadsbibliotek. Intresset visade sig vara stort och den 1 oktober 1998 bildades Hjalmar Gullberg-sällskapet för andra gången, nu i diktarens födelsestad och med förre stadsbibliotekarien i Malmö Bengt Holmström som dess förste ordförande efter Lisbeth Nilsson. Snabbt steg medlemsantalet. Tjugo år senare var antalet medlemmar närmare 300. Flertalet bor i Malmö eller Lund, men Hjalmar Gullberg-sällskapet finns representerat på många platser i Sverige.
Hjalmar Gullberg-sällskapet verkar för att sprida intresset för och kunskapen om Hjalmar Gullbergs författarskap. Detta sker genom att Sällskapet arrangerar program och utflykter om och kring diktaren, gärna i vid mening vilket betyder att också andra författare med sydsvensk anknytning får komma till tals. Programmen arrangeras ofta i samarbete med Malmö stadsbibliotek och hålls då i Hjalmar Gullberg-rummet på biblioteket. Ett flertal framstående författare, forskare och Hjalmar Gullberg-vänner har framträtt här; Bengt Hjelmqvist, Carl Fehrman, Gunnar Ollén, Anders Palm, Ingemar Algulin, Daniel Hjorth, Lisbeth Nilsson, Torsten Pettersson, Bo Gentili, Jonas Ellerström, Kjell Åke Modéer, Bengt Liljenberg, Jenny Westerström med flera.
Förutom att arrangera utflykter och program ger Hjalmar Gullberg-sällskapet också ut en skriftserie som hittills har utkommit med femton nummer. Förutom diktaren själv har många författare och forskare här fått komma till tals. Den senaste skriften, Vänskaper. Hjalmar Gullberg-studier (2018), innehåller uppsatser/dikter av följande författare: Hjalmar Gullberg, Kerstin Martinsdotter, Torsten Pettersson, Bo Gentili, Birgit Rausing, Arne Järtelius, Lennart Karlström, Jenny Westerström och Jonas Ellerström.
Hjalmar Gullberg-sällskapets ordförande är Jonas Alwall. Tidigare ordförande har varit Jonas Thornell, Birgitta Smiding, Bo Gentili och Daniel Hjorth.